# Judrėnai
Judrėnai je městečko v západní části Litvy, v Žemaitsku, v Klaipėdském kraji, ve východním cípu okresu (litevsky savivaldybė) Klaipėdsa. Judrėnai leží 8 km na jihozápad od dálnice A1, na silnici Rietavas – Žadvainiai – Judrėnai – Veiviržėnai, 13 km na západ od Kvėdarny, 13 km na východ od Veiviržėnů, 14 km na severovýchod od Švėkšny.
Městečkem protéká pravý přítok Graumeny Judrė, podle kterého dostalo městečko své jméno. Z Judrėnů vedou silnice do Kvėdarny, do rodiště pilota Lituaniky Stepona Dariuse Dariusu, Rietava, Endriejava, Veiviržėnů, Šalpėnů, Švėkšny a Sauslaukisu. Městečko je obklopeno lesním masívem Judrėnų – Lėgų. Je zde posvátný kámen s prohlubní (chráněná archeologická památka). Původně ves radiálního typu (12 ulic). V městečku je dřevěný katolický kostel Sv. Antonína Padovského (postaven roku 1780, předtím zde bývala kaple), škola Stepona Dariuse, Judrėnský dvůr, od roku 1958 kulturní dům, od roku 1957 veřejná knihovna Jona Lankutise, pošta (PSČ LT-96032), opravárenský servis, několik prodejen, veřejná jídelna, úřadovna polesí, dřevozpracující podnik „Gersena“. Na místním hřbitově je pochována matka slavného litevského letce (pilota) Stepona Dariuse Augustina Vaišvilaitė.

## Minulost městečka
Judrėnský dvůr byl zmiňován v roce 1561, městečko koncem 16. století. V roce 1732 byla pro judrėnskou kapli vyhlášena pouť Sv. Antonína Padovského. V roce 1752 byl judrėnské farnosti přidělen farář a polnosti, stala se filií. V roce 1780 postaveném kostele Sv. Antonína Padovského je 10 památek umění. V roce 1908 byla založena základní škola. Po II. světové válce v okolí působily partyzánské oddíly Lydžiuse, Aukuru, Butageidžiovy z Kęstutisova úderného okruhu. V letech 1950–1992 středisko sovchozu. 9. června 2011 prezidentka Litevské republiky dekretem č. 1K-722 potvrdila Judrėnský městský znak.

## Obyvatelstvo
| 1738         | 1775        | 1923 | 1959 | 1970 | 1977 | 1979 | 1985 | 2001 |
| ------------ | ----------- | ---- | ---- | ---- | ---- | ---- | ---- | ---- |
| 15 usedlostí | 7 usedlostí | 140  | 195  | 300  | 514  | 567  | 549  | 531  |
|              |             |      |      |      |      |      |      |      |

## Slavní rodáci
- Napoleonas Bernotas (1914 - 1959), herec, režisér
- Vladas Daukša (1882 - 1975), virtuos na varhany, chórvedoucí, pěvec
- Česlovas Mikutis (*1942), dirigent chórů, pedagog
- V nedaleké vsi Darius, původně Rubiškė se narodil Steponas Darius, vlastním jménem Steponas Jucevičius-Darašius (1896 - 1933), litevský letec (let přes Atlantský oceán se Stasysem Girėnem letadlem Lituanica), sportovec, účastník bojů za nezávislost Litvy